# 콜도 알바레스
헤수스 루이스 알바레스 데 에울라테(스페인어: Jesús Luis Álvarez de Eulate, 1970년 9월 4일 ~ )는 콜도(Koldo)라는 별칭으로 알려져 있는 안도라의 전직 축구 선수 겸 현직 축구 지도자로 현재 안도라 축구 국가대표팀의 감독을 맡고 있으며 안도라 축구 대표팀 역사상 최장수 사령탑이다.

## 선수 시절
1989년 아우레라 데 비토리아에서 선수 생활을 시작한 뒤 1990-91 시즌 코파 델 레이 결승전에서 아틀레티코 마드리드의 후보 골키퍼로 벤치를 지켰지만 팀의 우승의 기쁨을 함께 나눴다.
그리고 2003년 11월 안도라 축구 협회로부터 UEFA 주빌리 어워드를 수상하였고 2009년 6월 10일 웸블리 스타디움에서 열린 잉글랜드와의 2010년 FIFA 월드컵 유럽 지역 예선 6조 7차전에서 6실점을 한 후 대표팀에서 은퇴했을 당시 추가 시간에 교체되자마자 잉글랜드 관중들로부터 아낌없는 기립 박수를 받았고 그렇게 11년간의 국가대표팀 선수 생활 및 18년간의 프로 선수 생활을 마감했다.

## 지도자 생활

### 안도라 대표팀
2010년 2월부터 안도라 축구 국가대표팀의 사령탑을 맡아 현재까지도 팀을 이끌고 있으며 특히 페로 제도와의 2018년 FIFA 월드컵 유럽 지역 예선 B조 5차전에서 0-0 무승부를 지도했고 이어 벌어진 헝가리와의 6차전에서 1-0 승리를 이끌었다.
그리고 몰도바와의 UEFA 유로 2020 예선 H조 7차전에서 팀의 1-0 승리로 20년동안 이어지던 유로 대회 예선 56연패 탈출과 안도라의 사상 첫 유로 대회 예선 조 최하위 탈출을 지휘했고 2022년 FIFA 월드컵 유럽 지역 예선 I조에서는 같은 최약체팀인 산마리노와의 2번의 맞대결을 모두 승리로 장식하며 안도라 축구 역사상 처음으로 월드컵 유럽 예선 2승을 챙긴 뒤 2022-23년 UEFA 네이션스리그 D에서도 6경기 2승 2무 2패를 기록하며 안도라 축구 역사상 국제 대회 최다 승점 기록 경신을 이끌었다.

## 수상

### 클럽
아틀레티코 마드리드
- 코파 델 레이 : 우승 (1990-91)

### 개인
- UEFA 주빌리 어워드 : 2003